# Fregate razreda Gepard
Razred Gepard (rusko Проект 11661 Гепард, Projekt 11661 Gepard – gepard) je razred fregat v Ruski in Vietnamski vojni mornarici. Razred je zamenjal ladje predhodnega projekta 1159.

## Zgodovina
V začetku 1980-ih let se je v Sovjetski vojni mornarici pojavila potreba po ladjah, namenjenih patruljiranju ob obali, nove generacije. Konstruiranje je prevzel Zelenodolski projektno-konstruktorski biro pod vodstvom glavnega konstruktorja Jurija Nikolskega (pozneje Viktor Kaškin). Izdelanih je bilo šest ladij razreda, dve za Rusko in štiri za Vietnamsko vojno mornarico. Vse ladje je izdelala Ladjedelnica Zelenodolsk.
Dagestan je oktobra 2015 skupaj s tremi drugimi ladjami Kaspijske flotilje izstrelil izstrelke 3M-54 Kalibr proti tarčam Islamske države v sklopu ruskega posredovanja v sirski državljanski vojni.

## Enote
| Uporabnik                          | Ime                      | Gredelj položen    | Splavljena        | Predana           | Flota                    | Stanje  |
| ---------------------------------- | ------------------------ | ------------------ | ----------------- | ----------------- | ------------------------ | ------- |
| Ruska vojna mornarica              | Tatarstan (prej Jastreb) | 5. maj 1990        | 1. julij 1993     | 31. avgust 2003   | Kaspijska flotilja       | Aktivna |
| Ruska vojna mornarica              | Dagestan (prej Albatros) | 5. maj 1990        | 1. april 2011     | 28. november 2012 | Kaspijska flotilja       | Aktivna |
| Vietnamska ljudska vojna mornarica | Dinh Tien Hoang          | 10. julij 2007     | 12. december 2010 | 5. marec 2011     | 4. regionalno poveljstvo | Aktivna |
| Vietnamska ljudska vojna mornarica | Ly Thai To               | 27. november 2007  | 16. marec 2011    | 25. julij 2011    | 4. regionalno poveljstvo | Aktivna |
| Vietnamska ljudska vojna mornarica | Tran Hung Dao            | 24. september 2013 | 27. april 2016    | 6. februar 2018   | 4. regionalno poveljstvo | Aktivna |
| Vietnamska ljudska vojna mornarica | Quang Trung              | 24. september 2013 | 26. maj 2016      | 6. februar 2018   | 4. regionalno poveljstvo | Aktivna |